# Typhloiulus longinquus
Typhloiulus longinquus är en mångfotingart som beskrevs av Pius Strasser 1965. Typhloiulus longinquus ingår i släktet Typhloiulus och familjen kejsardubbelfotingar. Inga underarter finns listade i Catalogue of Life.